# آن ماري وينستون
آن ماري وينستون (بالإنجليزية: Anne Marie Winston)‏ (1958، بنسيلفانيا في الولايات المتحدة)؛ كاتِبة وروائية أمريكية.